# Prijs Akademiehoogleraren
De Prijs Akademiehoogleraren was een Nederlandse wetenschappelijke prijs, uitgereikt door de Koninklijke Nederlandse Akademie van Wetenschappen (KNAW). Oorspronkelijk heette het Programma Akademiehoogleraren. De prijs bekroonde Nederlandse topwetenschappers tussen de 54 en 59 jaar oud. Jaarlijks kregen twee wetenschappers van de KNAW een miljoen euro om te besteden aan wetenschap. Ze konden zich gedurende vijf jaar naar eigen inzicht bezighouden met wetenschappelijk onderzoek en onderwijs, zonder de bestuurlijke verplichtingen die gewoonlijk mede tot het takenpakket van een hoogleraar behoren. Het ging om hoogleraren die aansprekende wetenschappelijke prestaties hebben geleverd. De eerste akademiehoogleraren waren in 2003 benoemd.
De KNAW financierde het salaris en het onderzoeksbudget van de bekroonde wetenschappers. De universiteit waar de wetenschapper werkzaam was, moest ter compensatie een jonge veelbelovende onderzoeksleider aanstellen. 
De colleges van bestuur van de Nederlandse universiteiten konden elk jaar hoogleraren tussen de 54 en de 59 jaar voordragen voor de Prijs Akademiehoogleraren. Elke universiteit kon jaarlijks twee kandidaten voordragen. Een internationale commissie van topwetenschappers uit diverse disciplines onder voorzitterschap van de president van de KNAW beoordeelde de voorgedragen hoogleraren. In de regel werden er elk jaar vier tot zes akademiehoogleraren benoemd. 

## Prijswinnaars

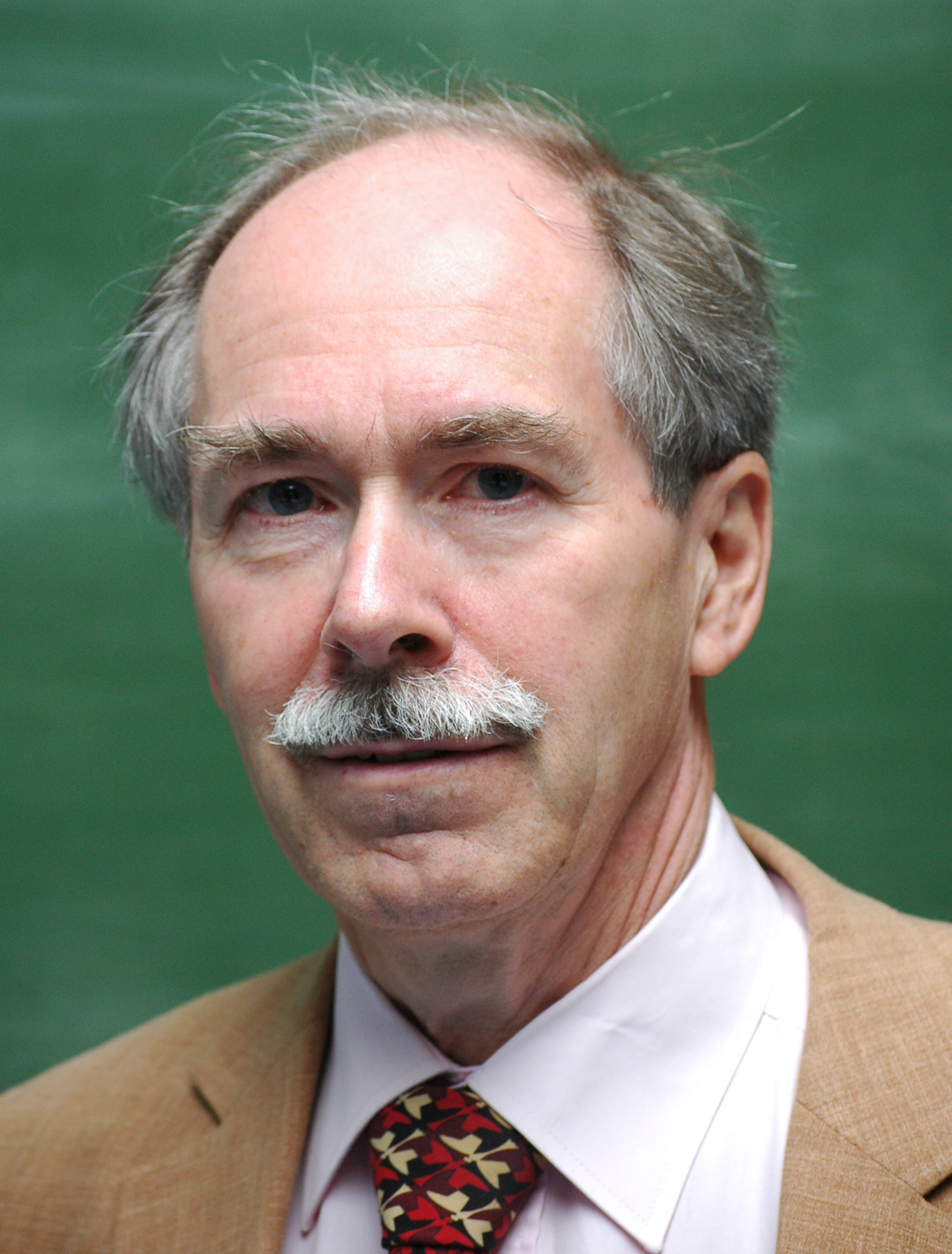
Gerard 't Hooft (theoretische fysica, Universiteit Utrecht), van 2003 tot 2008

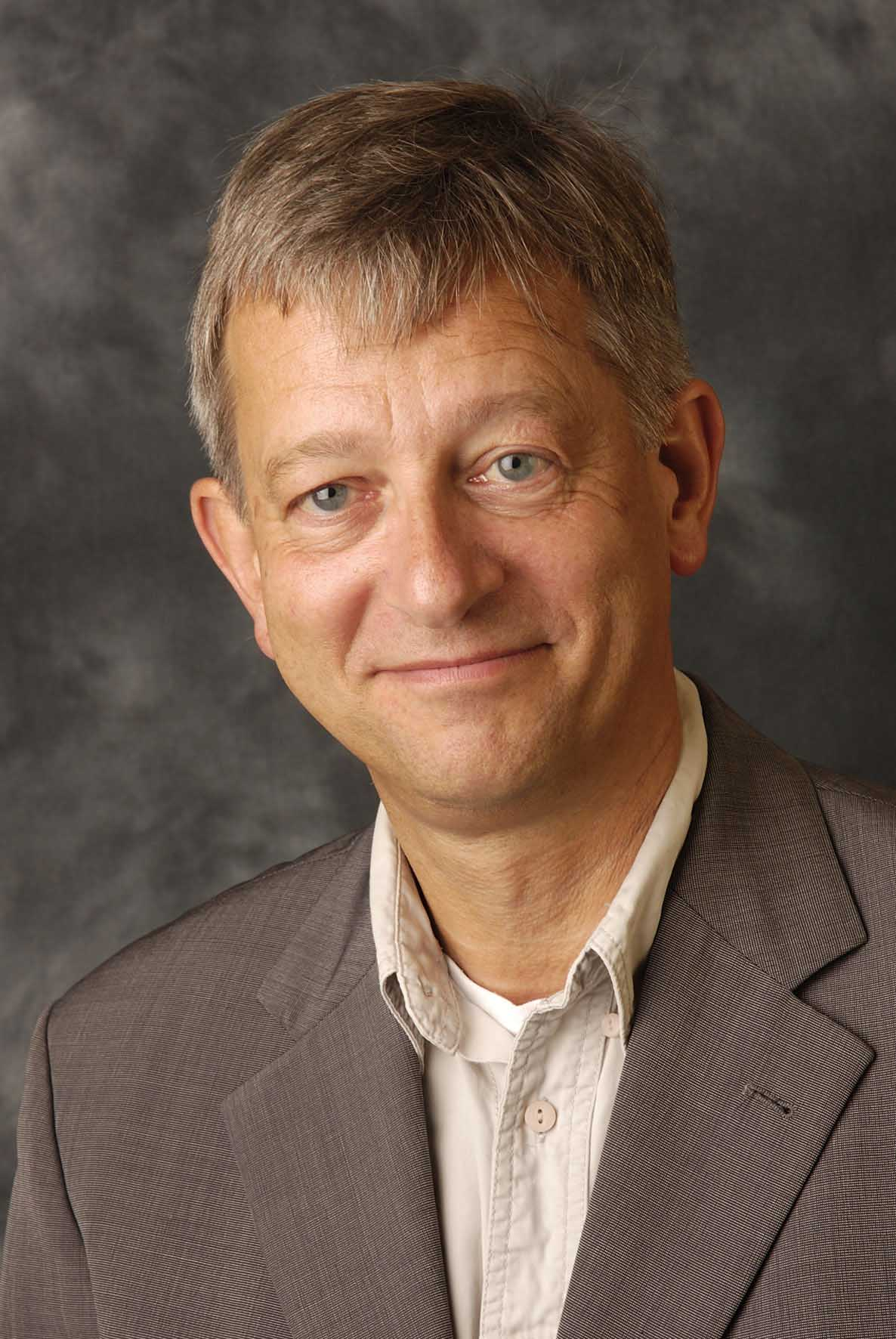
Michiel van der Klis (sterrenkunde, Universiteit van Amsterdam), sinds 2010

- Maurits Allessie (fysiologie, Cardiovascular Research Institute Maastricht van de Universiteit Maastricht): 2003 tot 2008
- Mieke Bal (theoretische literatuurwetenschap en vrouwenstudies, Universiteit van Amsterdam): 2005 tot 2010
- Eric Bergshoeff (theoretische natuurkunde, Rijksuniversiteit Groningen): van 2010 tot  2015
- René Bernards (moleculaire oncologie, Nederlandse Kanker Instituut in Amsterdam en Universiteit Utrecht): van 2013 tot 2018
- Dorret Boomsma (biologische psychologie, Vrije Universiteit): van 2014 tot 2019
- Bert Brunekreef (milieu-epidemiologie, Universiteit Utrecht): van 2009 tot 2014
- Harry Büller (vasculaire geneeskunde, Universiteit van Amsterdam): van 2008 tot 2013
- Bram Buunk (sociale psychologie, Rijksuniversiteit Groningen): 2005 tot 2010
- Bob ten Cate (experimentele preventieve tandheelkunde, Universiteit van Amsterdam): van 2007 tot 2012
- Hans Clevers (medische genetica, universiteit Utrecht): van 2016 tot 2021
- Sierd Cloetingh (tektoniek, Vrije Universiteit Amsterdam): van 2006 tot 2011
- Cees Dekker (biofysica, Technische Universiteit Delft): van 2015 tot 2020
- Ewine van Dishoeck (astrofysica, Universiteit Leiden): van 2012 tot 2017
- Hans Duistermaat (wiskunde)
- Paul Emmelkamp (klinische psychologie, Universiteit van Amsterdam): van 2006 tot 2011
- Ben Feringa (synthetische organische chemie, Rijksuniversiteit Groningen): van 2008 tot 2013
- Rienk van Grondelle (biofysica, Vrije Universiteit Amsterdam): van 2009 tot 2014
- Frank Grosveld (moleculaire celbiologie, Erasmus Universiteit Rotterdam): van 2008 tot 2013
- Peter Hagoort (cognitieve neurowetenschappen, Radboud Universiteit Nijmegen): van 2012 tot 2017
- Jan Hoeijmakers (moleculaire genetica, Erasmus MC): van 2011 tot 2016
- Gerard 't Hooft (theoretische fysica, Universiteit Utrecht): van 2003 tot 2008
- Paul Hooykaas (moleculaire genetica, Universiteit Leiden): sinds 2009
- Rik Huiskes (biomedical engineering)
- Martijn Katan  (voedingsleer, Vrije Universiteit Amsterdam): van 2005 tot 2010
- Michiel van der Klis (sterrenkunde, Universiteit van Amsterdam): van 2010 tot 2015
- Ron de Kloet (neurowetenschappen en endocrinologie, Universiteit Leiden & LUMC): van 2004 tot 2009
- Tijn Kortmann (staatsrecht en algemene staatsleer, Katholieke Universiteit Nijmegen): van 2004 tot 2009
- Daan Kromhout (volksgezondheidsonderzoek, Wageningen Universiteit en Researchcentrum): van 2009 tot 2014
- Joep Leerssen (moderne Europese letterkunde, Universiteit van Amsterdam): van 2010 tot 2015
- Henk Lekkerkerker (fysische chemie, Universiteit Utrecht): van 2005 tot 2010
- Hendrik Lenstra (fundamentele en toepassingsgerichte wiskunde, Universiteit Leiden): van 2007 tot 2012
- Bert Meijer (organische chemie, Technische Universiteit Eindhoven): van 2014 tot 2019
- Birgit Meyer (religiewetenschappen en antropologie, Universiteit Utrecht): van 2015 tot 2020
- George Miley (astronomie, Universiteit Leiden en wetenschappelijk directeur van de Leidse Sterrewacht): van 2003 tot 2008
- Pieter Muysken (algemene taalwetenschap, Radboud Universiteit Nijmegen): van 2007 tot 2012
- Roeland Nolte (organische chemie, Radboud Universiteit Nijmegen): van 2003 tot 2008
- Hans Oerlemans (meteorologie, Universiteit Utrecht): van 2007 tot 2012
- Franz Palm (econometrie, Universiteit Maastricht): van 2005 tot 2010
- Dirkje Postma (pathofysiologie van de ademhaling, Rijksuniversiteit Groningen): van 2007 tot 2012
- Wil Roebroeks (paleolithische archeologie, Universiteit Leiden): van 2013 tot 2018
- Maurice Sabelis (populatiebiologie, Universiteit van Amsterdam): van 2006 tot 2011
- Rutger van Santen (anorganische chemie, katalyse, theoretische chemie, Technische Universiteit Eindhoven): van 2004 tot 2009
- Gün Semin (sociale psychologie, Vrije Universiteit Amsterdam): van 2003 tot 2008
- Ineke Sluiter (Griekse taal- en letterkunde, Universiteit Leiden): van 2016 tot 2021
- Andrew Tanenbaum (informatica, Vrije Universiteit Amsterdam): van 2004 tot 2009
- Jan Vandenbroucke (klinische epidemiologie, Leids Universitair Medisch Centrum van de Universiteit Leiden): van 2006 tot 2011
- Willem de Vos (microbiologie, Wageningen Universiteit en de Universiteit van Helsinki): van 2009 tot 2014
- Liesbeth de Vries (medische oncologie, Rijksuniversiteit Groningen): van 2010 tot 2015
- Pierre de Wit (moleculaire fytopathologie, Wageningen Universiteit): van 2008 tot 2013
- J.L. van Zanden (geschiedenis van de wereldeconomie, Universiteit Utrecht): van 2011 tot 2016